# يونانية هوميرية

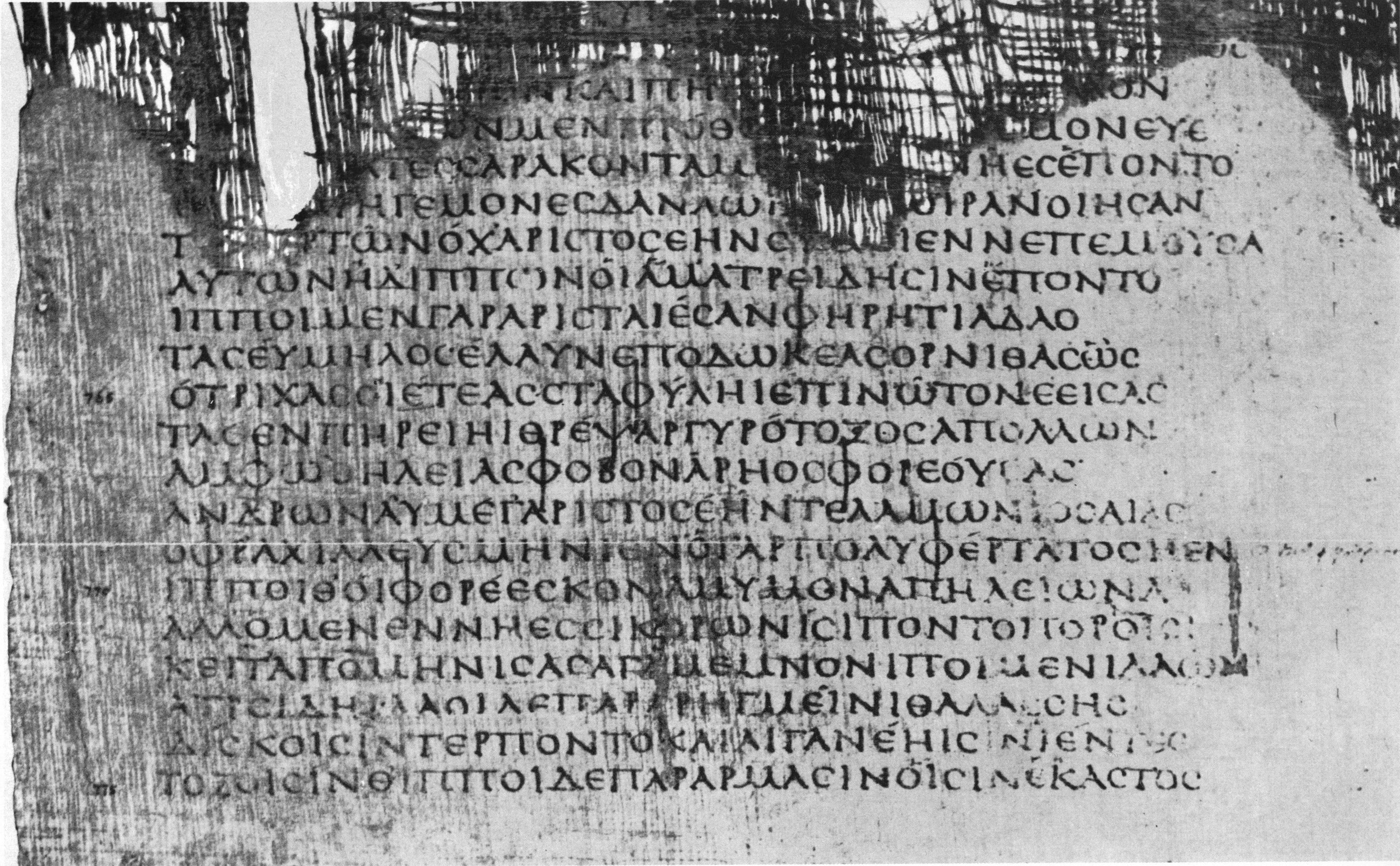
هوميروس، الإلياذة الثانية 757-775. أكسفورد، مكتبة بودليان، بردية هاوارا 24-28.

اليونانية الهوميرية هي شكل من أشكال اللغة اليونانية التي تم استخدامها في الإلياذة والأوديسة وتراتيل هوميروس ، هي لهجة أدبية من اللهجة اليونانية القديمة تتكون بشكل أساسي من اللهجة الأيونية مع بعض الأشكال اليونانيه الإيولية. 
سميت فيما بعد باليونانية الملحمية لأنها كانت تستخدم كلغة للشعر الملحمي ، من قبل شعراء مثل هسيود وثيوجنيس ميجارا . قد يعود تاريخ المؤلفات المكتوبة باللغة اليونانية الملحمية إلى أواخر القرن الخامس الميلادي ، ولم تعد صالحة للاستخدام إلا بحلول نهاية العصور القديمة .

## الخصائص الرئيسية

### علم الأصوات
اليونانية الهوميرية تشبه اليونانية الأيونية ، وعلى عكس الكلاسيكية العلية ، في تحويل جميع الحالات الطويلة تقريبًا. 

## أنظر أيضا
- اللهجات اليونانية القديمة
- أعمال هوميروس
- أعمال هسيود